# Võpolsova
Võpolsova – wieś w Estonii, w prowincji Põlva, w  gminie Värska.